# Championnat de Roumanie de football 1913-1914
Navigation
Saison précédente Saison suivante
La saison 1913-1914 du Championnat de Roumanie de football est la 5e édition de la première division roumaine. Cette compétition a eu lieu sous le nom de Cupa Herzog.
Quatre club s'inscrivent à la compétition  mais l'Olimpia Bucarest déclare forfait avant le début du championnat. C'est le champion en titre, le Colentina Bucarest qui termine en tête du championnat et remporte ainsi son 2e titre de champion de Roumanie.

## Les quatre clubs participants
- Olimpia Bucarest forfait
- Colentina Bucarest
- Bucarest FC
- CA Bucarest

## Compétition

### Classement
Le barème de points servant à établir le classement se décompose ainsi :
- Victoire : 2 points
- Match nul : 1 point
- Défaite : 0 point

| Rang | Équipe             | Pts     | J       | G       | N       | P       | Bp      | Bc      | Diff    |
| ---- | ------------------ | ------- | ------- | ------- | ------- | ------- | ------- | ------- | ------- |
| 1    | Colentina Bucarest | 4       | 2       | 2       | 0       | 0       | 7       | 0       | +7      |
| 2    | Bucarest FC        | 1       | 2       | 0       | 1       | 1       | 1       | 3       | -2      |
| 3    | CA Bucarest        | 1       | 2       | 0       | 1       | 1       | 1       | 6       | -5      |
| 4    | Olimpia Bucarest   | Forfait | Forfait | Forfait | Forfait | Forfait | Forfait | Forfait | Forfait |

|  | Champion de Roumanie 1913-1914 |

### Matchs
| Résultats (▼dom., ►ext.)                                   | Col | BFC | CAB |
| Colentina Bucarest                                         |     |     | 5-0 |
| Bucarest FC                                                | 0-2 |     | 1-1 |
| CA Bucarest                                                |     |     |     |
| - Victoire à domicile - Match nul - Victoire à l'extérieur |     |     |     |

## Bilan de la saison
| Tableau d'Honneur                   |                    |
| Compétition                         | Vainqueur          |
| Championnat de Roumanie de football | Colentina Bucarest |